# Konwalie (singel)
Konwalie – drugi singel polskiej influencerki Wersow z jej debiutanckiego albumu studyjnego zatytułowanego Wersow Store. Singel został wydany 6 czerwca 2023.
Oryginalny teledysk do utworu zdobył prawie 2,5 mln wyświetleń na platformie YouTube. Natomiast w serwisie Spotify, utwór osiągnął ponad 2 mln odsłuchań.

## Geneza utworu i historia powstania
Utwór napisali Weronika Sowa, Carla Fernandes, Patryk Kumór i Maria Dzięcielak. Za kompozycję piosenki odpowiedzialni byli Dominic Buczkowski-Wojtaszek, Emilian Waluchowski, Frank Bo oraz Patryk Kumór. Utwór wyprodukowała grupa Hotel Torino, która odpowiada również za miksowanie i mastering piosenki.
Influencerka o singlu:

„Konwalie” to singiel, który składnia do refleksji i daje wytchnienie. Ten utwór może zainspirować Was do zatrzymania się i znalezienia czasu na radość z prostych, lecz pięknych aspektów życia.

Singel ukazał się w formacie digital download 6 czerwca 2023 w Polsce, za pośrednictwem wytwórni płytowej DB4 Management w dystrybucji Warner Music Poland. Piosenka została umieszczona na debiutanckim albumie studyjnym Wersow – Wersow Store.

## Teledysk
Do utworu powstał teledysk w reżyserii Dawida Ziemby, który udostępniono za pośrednictwem platformy YouTube w dzień wydania singla.

## Lista utworów
- Digital download[7]

1. „Konwalie” – 2:54

## Notowania

### Pozycje na tygodniowych listach sprzedaży
| Kraj   | Lista       | Najwyższa pozycja |
| ------ | ----------- | ----------------- |
| Polska | Apple Music | 137               |